# Карачаево-балкарская музыка
Карачаево-балкарская музыка — народная музыка карачаевцев и балкарцев. Представлена в виде эпических сказаний, песен (карач.-балк. джырла/жырла/зырла), и музыкальных наигрышей (карач.-балк. тартыула).

## История исследования

### XIX век
История изучения музыкальной культуры карачаевцев и балкарцев начинается со второй половины XIX века, и связана с именами деятелей русской культуры (С. И. Танеева, М. А. Балакирева, В. Ф. Миллера, М. М. Ковалевского, Н. С. Иваненкова, Н. Г. Тульчинского и др.), а также европейских исследователей (Э.Левье, Г. Мерцбахер, В. Прёле К. Хан и др.).
Большую роль в популяризации национального фольклора сыграли князь Исмаил Урусбиев и его сыновья. Мелодии, записанные композитором Милли Балакиревым от Исмаила Урусбиева легли в основу знаменитой фортепьянной фантазии «Исламей».

## Музыкальные инструменты
Народный музыкальный инструментарий:
- къыл къобуз / джая (жия/зыя) къыл къобуз — «кобуз (музыкальный инструмент) со струнами из конского волоса» — двухструнный смычковый музыкальный инструмент, сольно-аккомпанирующий и ансамблевый. Корпус инструмента цельный, выдолбленный. Роль деки выполняет натянутая кожа домашних животных, также её традиционно изготавливают из мягких пород древесины. Под аккомпанемент къыл къобуза исполняются нартские сказания, историко-героические песни, танцевальные наигрыши, мужские песни-плачи и т. д. Бытует табу на игру на инструменте женщиной. Использовался в обрядово-ритуальной практике. В прошлом къыл къобуз был широко распространён в Карачае и Балкарии. Имеется множество письменных упоминаний инструмента. Къыл къобуз восстановлен этно-фольклорным коллективом «Gollu».
- сыбызгъы — духовой музыкальный инструмент — открытая продольная флейта. Также один из наиболее распространённых в прошлом инструментов в Карачае и Балкарии. Представляет собой полую трубку с, как правило, тремя игровыми отверстиями. Композитором С. И. Танеевым упоминается сыбызгъы с шестью игровыми отверстиями. Традиционно инструмент изготавливается из стволов зонтичных растений, тростника, веток деревьев с мягкой сердцевиной. В XIX — начале XX в.в. для изготовления сыбызгъы нередко использовали ружейный ствол, со второй половины XX века — металлическую трубку. Инструмент имел широкое распространение в быту народа, в частности пастухов. Под аккомпанемент сыбызгъы исполняются нартские сказания, историко-героические песни, танцевальные и пастушьи наигрыши и т. д. Женщинам играть на инструменте запрещается. Как и къыл къобуз использовался в обрядово-ритуальной практике.
- зурнай / зырнай / сырыйна (?) — зурна — язычковый деревянный духовой музыкальный инструмент с двойной тростью. Зурна широко распространена на Ближнем и Среднем Востоке, Кавказе, Индии, Малой Азии, Балканах, Средней Азии.
- харс — шумовой музыкальный инструмент, состоящий из продолговатой деревянной дощечки-пластинки (иногда двух) с ручкой, у основания которой к пластинке свободно привязано несколько дощечек, совпадающих по форме и размерам с основной. Изготавливается из твёрдых пород древесины. Одна из ранних разновидностей инструмента бытует и в настоящее время и представляет собой две соударяемые продолговатые дощечки. Харс аккомпанирует пению и танцам, в прошлом использовался в ритуально-обрядовой практике.
- къол къобуз / къарын къобуз / тиек къобуз — «ручной кобуз / меховой къобуз / клавишный къобуз» — гармонь — язычковый клавишно-пневматический музыкальный инструмент. Гармоника вошла в быт карачаевцев и балкарцев во второй половине XIX — начале XX в.в. и постепенно вытеснила народные музыкальные инструменты. Исключительно женский музыкальный инструмент.

Утраченные музыкальные инструменты:
- къакъгъан къобуз — «кобуз, отбивающий ритм» — трёхструнный щипковый музыкальный инструмент типа лютни. Инструмент зафиксирован российским этнографом-кавказоведом Г. Ф. Чурсиным.
- къынгыр къобуз — «косой кобуз» — угловая арфа — двенадцатиструнный щипковый музыкальный инструмент. Струны изготавливались из конского волоса. Зафиксирован С. И. Танеевым.
- гыбыт къобуз — «кобуз из бурдюка» — волынка — духовой язычковый музыкальный инструмент. Инструмент упоминается в фольклоре. Ни описания, ни изображений гыбыт къобуз не сохранилось.
- дауурбас — барабан, бубен (?) — ударный музыкальный инструмент.

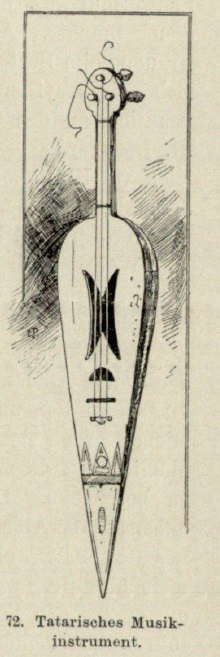
Инструмент И.Урусбиева из книги Готфрида Мерцбахера

## Музыканты, певцы, сказители
- Султанбек Абаев — первый балкарский профессиональный музыкант, скрипач.
- Мазан Атабиев (1902—1976) — музыкант-флейтист, автор песенных, танцевальных мелодий.
- Касбот Кочкаров — народный певец, сказитель.
- Омар Отаров — певец, исполнитель народных песен.
- Исмаил Семёнов — народный поэт-песенник.
- Абугали Узденов — народный сказитель поэт-песенник.
- Азнор Ульбашев — певец, исполнитель народных песен.
- Исмаил Урусбиев — князь (таубий), исполнитель народных песен и мелодий.
- Батырша Уянов (1884—1974) — музыкант-флейтист, автор песенных, танцевальных мелодий.